# Bitectipora retepora
Bitectipora retepora är en mossdjursart som först beskrevs av Gordon 1989.  Bitectipora retepora ingår i släktet Bitectipora och familjen Bitectiporidae. Inga underarter finns listade i Catalogue of Life.